# Barbara Choe Yeong-i
Barbara Choe Yeong-i (최영이 바르바라?, Barbara Ch'oe Yong-iLR; Seul, 1819 – 1º febbraio 1840) è stata una santa coreana fu una laica sposata, venerata come santa e martire.
Riconosciuta martire e beatificata nel 1925 da papa Pio XI, fu solennemente canonizzata da papa Giovanni Paolo II insieme ad altri 102 martiri coreani il 6 maggio 1984 a Seul, durante il suo viaggio in Corea e altri stati.
Santa Barbara Choe Yeong-i è festeggiata il 1º febbraio (oltre che il 20 settembre, festa collettiva dei martiri coreani).

## Biografia
Barbara Choe Yeong-i nacque nel 1819 a Seul, figlia del catechista Pietro Choe Chang-heub e di Maddalena Son So-byok, futuri martiri.
Già giovanissima, Barbara si mostra molto pia; quando i genitori le parlano di matrimonio, dice che suo marito dovrà essere un cattolico fervente, non le interessa invece tanto che sia nobile o ricco. Sposa un uomo molto più grande di lei, Carlo Cho, che ha 44 anni. L'anno seguente dà alla luce un figlioletto.
I due sposi si incoraggiano a vicenda nella virtù e praticano fedelmente la religione. Ma, nel corso della persecuzione, Barbara viene arrestata. Inizialmente, tiene il figlio con sé in prigione. Purtroppo le condizioni sono troppo sfavorevoli per un lattante, con la sporcizia, la mancanza d'aria fresca, di luce e di cibo, e inoltre Barbara teme d'essere ostacolata dal figlio nella sua determinazione di restare fedele a Cristo. Alla fine Barbara affida il bambino a uno dei suoi parenti.
Interrogata, rifiuta di rinunciare alla fede e di rivelare i nomi dei suoi amici cattolici e del proprietario degli articoli religiosi trovati in casa sua, nonostante che venga picchiata ripetutamente e torturata severamente.
In una lettera scrive: «Come sono triste di perdere i miei genitori nel martirio! Ma quando penso al Cielo, ne sono consolata e ringrazio Dio per il privilegio speciale del martirio. Sono piena di felicità nel mio cuore!»
Barbara viene decapitata il 1º febbraio 1840 poco fuori da Seul, a Danggogae, oggi assorbita nella periferia della capitale. La madre era stata martirizzata la sera precedente, dato che legge coreana dell'epoca vietava di uccidere parenti stretti nella stessa giornata.

## Culto
Il martirio viene riconosciuto con decreto della Santa Sede il 9 maggio 1925 e il 5 luglio dello stesso anno Barbara viene proclamata beata da papa Pio XII.
Il 6 maggio 1984 papa Giovanni Paolo II proclama santi un gruppo di 103 martiri coreani, tra cui ci sono Barbara ed entrambi i suoi genitori. La cerimonia si svolge a Seul durante il viaggio apostolico del papa in Corea, Papua Nuova Guinea, Isole Salomone e Thailandia.
Santa Barbara Choe Yeong-i è festeggiata il 1º febbraio, anniversario della sua morte, e anche in occasione della festa collettiva dei martiri coreani, il 20 settembre.